# 5F-X
5F-X ist ein deutsches Rhythm-’n’-Noise-Musikprojekt. Es wurde als 5F_55 gegründet und nach der Auflösung von Mike Brun als 5F-X weitergeführt.
Das Projekt hatte unter anderem Auftritte beim Wave-Gotik-Treffen, beim Maschinenfest, dem Infest in England, oder dem Summer Darkness Festival in den Niederlanden.
Die Titel sind häufig hexadezimal codiert oder bestehen aus symbolischen Elementen.

## Diskografie (Alben)
- als 5F_55:
  - 2000: I (Hands Productions)
  - 2002: II (Hands Productions)
- als 5F-X:
  - 2005: 5F_55 Is Reflected To 5F-X (Hands Productions)
  - 2007: The Xenomorphians – Your Friendly Invasion (Hands Productions)
  - 2010: Flight Recorder 5.0 (Hands Productions)
  - 2024: Robby Road (Hands Productions)